# Meadville (Mississippi)
Meadville város az USA Mississippi államában. Lakosainak száma 448 fő (2020. április 1.).

## Népesség
A település népességének változása:
| Lakosok száma | 519  | 449  | 448  |
|               | 2000 | 2010 | 2020 |